# Tatsuya Enomoto
Tatsuya Enomoto (榎本 達也?, Enomoto Tatsuya; Tokyo, 16 marzo 1979) è un ex calciatore giapponese, di ruolo portiere.

## Carriera
Dal 1997 al 2006 ha militato nel Yokohama F. Marinos. Nel 2007 passa al Vissel Kobe, società in cui milita sino al 2010 per andare a giocare nel Tokushima Vortis. Dopo due stagioni passate al Tochigi Soccer Club, nel 2015 si trasferisce alla squadra capitolina dell'FC Tokyo.

## Palmarès

### Club

#### Competizioni nazionali
- Campionato giapponese: 2

Yokohama F·Marinos: 2003, 2004
- Coppa J. League: 1

Yokohama F·Marinos: 2001

### Individuale
- Miglior giocatore della Coppa J. League: 1

2001